# Кето и Котэ (опера)
«Кето́ и Котэ́» (груз. ქეთო და კოტე) — комическая опера (фактически — оперетта) В. И. Долидзе в 3-х действиях, по собственному либретто по мотивам пьесы А. А. Цагарели «Ханума».

## История создания
Первое представление оперы состоялось 11 декабря 1919 года в Тифлисе в Тифлисском театре оперы и балета (дирижёр С. А. Столерман, режиссёр-постановщик А. Р. Цуцунава, художник Зальцман).
В 1924 году опера была поставлена в Москве Театром Музыкальной Драмы (бывш. Оперный театр Зимина).
В 1950 году опера была поставлена Московским музыкальным театром им. Станиславского и Немировича-Данченко (новый русский текст С. Болотина и Т. Сикорской, новые музыкальные номера Вано Мурадели, дирижёр Шавердов, режиссёр-постановщик Канделаки. режиссёр Кемарская, художник Айвазян, хормейстер Степанов, балетмейстер И. И. Сухишвили; Леван — Ильинский, Маро — Борисова, Макар — Степанов, Котэ — Матвеев, Кето — Юдина, Барбале — Янко, Кабато — Росницкая, Сако — Федосов, Дареджан — Кузнецова).

## Действующие лица
- Князь Леван Палавандишвили, разорившийся помещик — баритон[2]
- Княгиня Маро, его сестра — меццо-сопрано
- Котэ, их племянник — тенор
- Макар Тквилкотриашвили, богатый купец — бас
- Кето, его дочь — сопрано
- Сако, весёлый кинто — тенор
- Сико, весёлый кинто — баритон
- Барбале, сваха — сопрано или меццо-сопрано
- Бабуси, сваха — сопрано

## Изложение либретто
Действие оперы происходит в Тифлисе второй половины XIX века.
Действие первое
В доме большого кутилы князя Левана Палавандишвили собрались гости и вино льётся рекой. Сам князь вот-вот вернётся с охоты. Раздаётся его раздольная песня, в которой он восхваляет вино, музыку и женщин.
Пронырливая сваха Бабуси, зная о больших финансовых проблемах князя уговаривает его жениться на Кето — дочери богатого купца Макара Ткуилкотриашвили. Князь рад получить и дочь купца и, главное, приданое, но сейчас ему не до свахи — он должен развлечь гостей.

## Интересные факты
- Тквилкотриашвили можно перевести с грузинского как Ложнобанкротов[2]